# Muchoviaje.com
Muchoviaje.com es una agencia de viajes en línea especializada en producto vacacional.

## Historia
Muchoviaje fue fundada en el año 2000; adquirida por el Grupo Planeta (Inversiones Hemisferio) en 2007, en ese entonces contaba con 100 empleados.
En 2012 la empresa fue la primera agencia en línea en ofrecer una aplicación para que los clientes gestionen sus propias reservas y pagos.
En 2013 Muchoviaje pasó a formar parte del grupo Gowaii y al año siguiente informó su intención de abrir agencias de calle.
En 2015 la empresa comenzó a ofrecer productos informáticos y electrodomésticos a través de la plataforma Muchomarket.
En 2016 la empresa firmó un acuerdo con Correios de Portugal para instalar puestos de venta en línea en sus oficinas. También en ese año resultó adjudicataria de una licitación abierta por Renfe Viajes para gestionar los productos de Hoteles y Tren + Hotel, en colaboración con Booking.com.
En diciembre de 2017, Gowaii cedió la gestión de Muchoviaje al grupo Destinia aunque mantuvo los negocios de Renfe Viajes, Ociotur y la plataforma de financiación en línea.

## Servicios
Comercializa productos vacacionales tales como alojamientos, cruceros, venta de vuelos, billetes de tren y alquiler de coches. También vende entradas a parques temáticos, espectáculos y museos.

## Premios
- Premio a la mejor agencia de viajes en línea, V Premios de Turismo de La Razón (2016)[13]
- Premio a la Mejor Estrategia Digital, VI Premios Turismo de La Razón (2017)[14]

## Controversia
En 2017 Gowaii se vio envuelta en rumores sobre el ingreso de la compañía en un concurso de acreedores.